# Deuteronomos duercki
Deuteronomos duercki là một loài bướm đêm trong họ Geometridae.